# Brookhusen

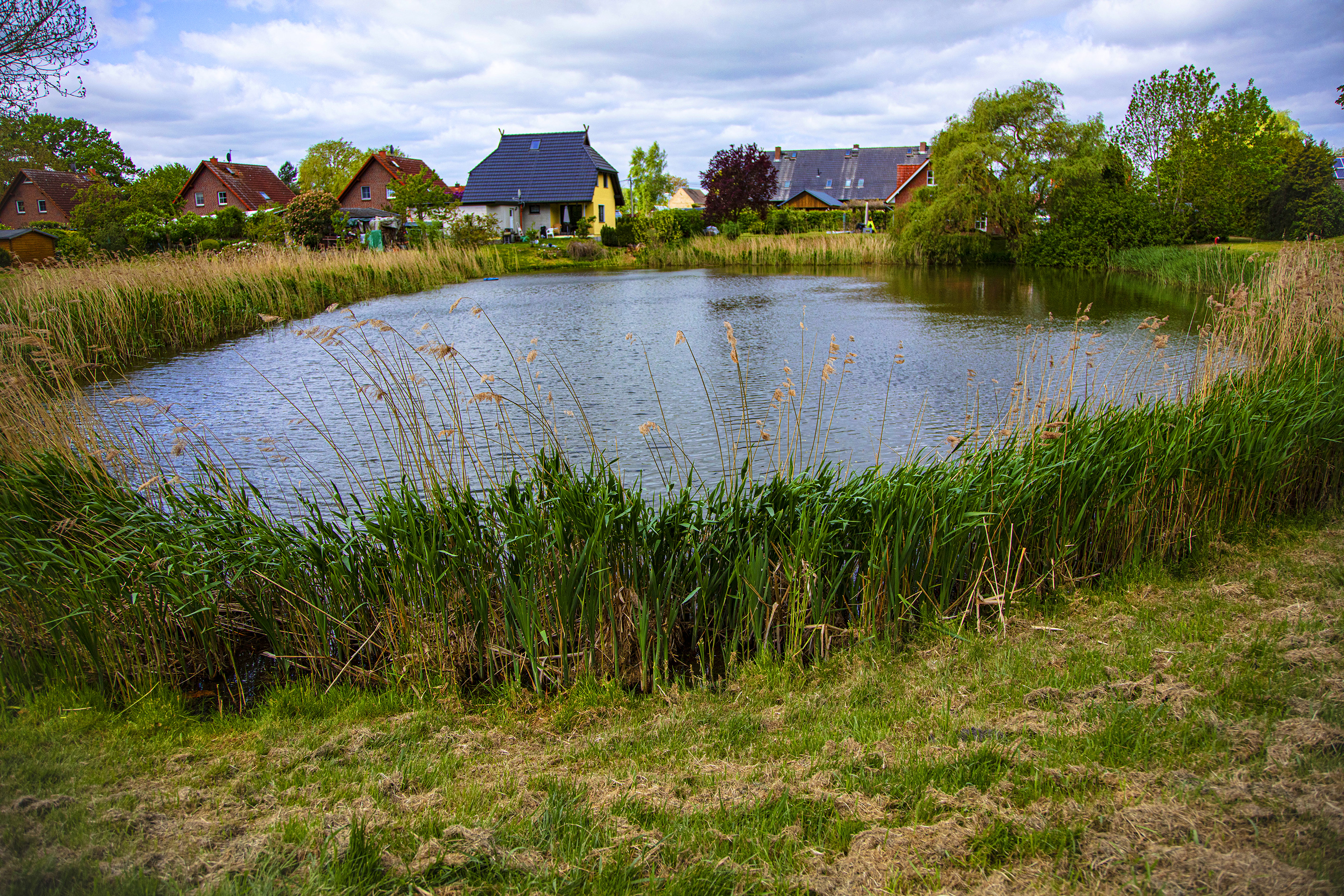
Brookhusen, 2023

Brookhusen ist ein Ort im Landkreis Rostock in Mecklenburg-Vorpommern, der rund zwölf Kilometer südwestlich der Hansestadt Rostock liegt. Er gehört zur Gemeinde Benitz im Amt Schwaan sowie zur Kirchgemeinde Buchholz und hat rund 100 Einwohner. Die nächstgrößere Stadt ist das fünf Kilometer entfernte Schwaan.

## Geografie
Brookhusen liegt westlich der unteren Warnow etwa drei Kilometer vom Fluss entfernt. Der höchste Punkt liegt am Ostufer des Brooksee mit 37 Meter über NN. Das gleichnamige Naturschutzgebiet mit Seemoor ist nur 300 Meter vom Ortskern entfernt. Von hier fällt das Gelände bis zur Warnow auf rund 0,2 Meter über NN ab. Umgeben wird der heute zur Gemeinde Benitz gehörende Ortsteil von den Nachbargemeinden Pölchow im Norden, Dummerstorf im Nordosten, Wiendorf im Südosten, Schwaan im Süden, Bröbberow im Südwesten sowie Ziesendorf im Nordwesten. 

## Geschichte

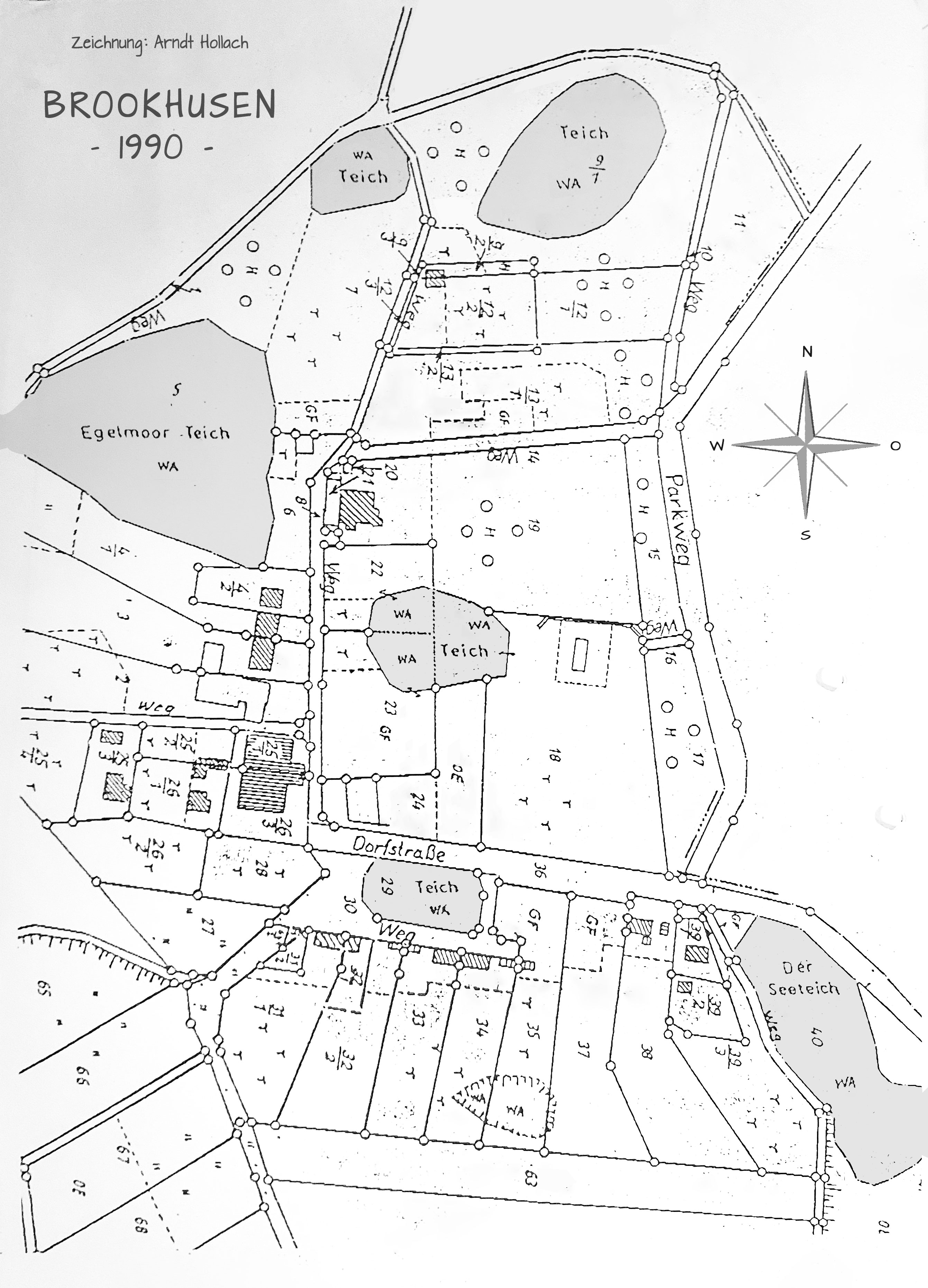
Ortsplan Brookhusen von 1990

Die erste urkundliche Erwähnung führt auf das Jahr 1275 zurück, als neben Brookhusen auch die Güter Ziesendorf, Fahrenholz sowie Nienhusen in den Besitz von Bernd Reventlow gingen. Dessen Nachfahren ließen von Zisterziensermönchen des Doberaner Münsters im 14. Jahrhundert mehrere kleine Teiche in Brookhusen anlegen. Nach der Verwüstung durch den Schwedisch-Brandenburgischen Krieg (1674–1679) war Brookhusens Wiederaufbau eng an die Besitzerwechsel des gleichnamigen Gutes gekoppelt. Das ortsprägende Herrenhaus wurde 1889 im Stil des Historismus renoviert und um ein größeres Querhaus samt Turm erweitert. Ende April 1945 floh Familie von Restorff als letzte adelstämmige Gutsbesitzer aus Brookhusen vor der anrückenden Roten Armee. Bereits am 27. September 1945 wurde die Bodenreform durchgeführt und der Ort unter die Verwaltung des Landkreises Güstrow gestellt. Nach Gründung der DDR wurde Brookhusen am 1. Juli 1950 als Ortsteil nach Benitz eingemeindet. Seit 2023 ist Kati von Villeneuve die Nachfolgerin von Rainer Mohsakowski als amtierende Bürgermeisterin.

## Verkehr
Brookhusen liegt verkehrsgünstig zur „Ostsee-Autobahn“ A 20. Vier Kilometer nördlich des Ortes liegt die Anschlussstelle Rostock-Südstadt. Durch die zwei Kilometer entfernte Gemeinde Benitz verläuft der Radweg Berlin–Kopenhagen und führt die Bahnstrecke Rostock–Schwaan mit einem Haltepunkt in Huckstorf. Die Rebus-Haltestelle der Linie 125 – Bad Doberan – Hohen Luckow – Schwaan – befindet sich am südlichen Ortseingang. 

## Sehenswürdigkeiten
- Herrenhaus Brookhusen

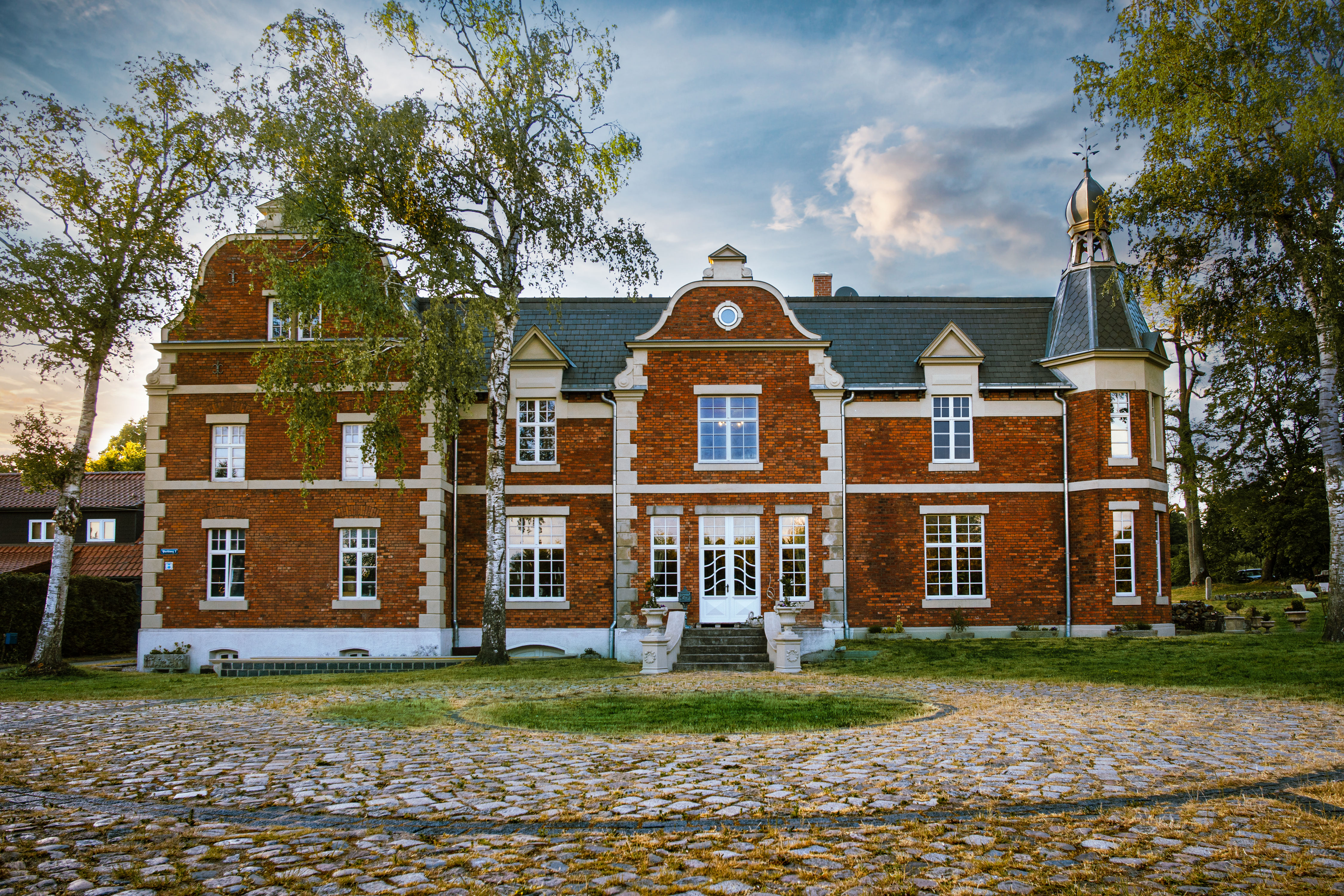
Herrenhaus Brookhusen

Siehe auch: Liste der Baudenkmale in Benitz

## Sonstiges
Seit 2022 organisiert der „Verein unsere Gemeinde Benitz-Brookhusen e.V.“ das alljährlich im Sommer stattfindende „Konzert im Gutspark Brookhusen“.